# Sara Teresinha Olalla Saad
Sara Teresinha Olalla Saad (19 de junho de 1956) é uma pesquisadora brasileira, titular da Academia Brasileira de Ciências na área de Ciências da Saúde desde 2011.
Foi condecorada com a comenda da Ordem Nacional do Mérito Científico. É casada com Mário José Abdalla Saad, também pesquisador. É professora da Faculdade de Ciências Médicas da Unicamp.